# Michelbach (Górny Ren)
Michelbach – miejscowość i dawna gmina we Francji, w regionie Grand Est, w departamencie Górny Ren. W 2013 roku jej populacja wynosiła 345 mieszkańców. 
W dniu 1 stycznia 2016 roku z połączenia dwóch ówczesnych gmin – Aspach-le-Haut oraz Michelbach – utworzono nową gminę Aspach-Michelbach. Siedzibą gminy została miejscowość Aspach-le-Haut. 